# Westhoff
Westhoff è una comunità non incorporata degli Stati Uniti d'America della contea di DeWitt nello Stato del Texas.

## Storia
La città nacque come un deposito sulla linea ferroviaria di Galveston, Harrisburg e San Antonio nel 1906. All'inizio si chiamava Bello, nome poi respinto perché troppo simile a quello di Bells. La città subì un grave incendio nel 1913. La popolazione della città raggiunse le circa 500 unità a metà degli anni 1920, e negli anni 1960 scese a 410 persone.